# Praedora tropicalis
Praedora tropicalis är en fjärilsart som beskrevs av Rothschild och Jordan 1912. Praedora tropicalis ingår i släktet Praedora och familjen svärmare. Inga underarter finns listade i Catalogue of Life.